# Турки в Венгрии
Турки в Венгрии (венг. Magyarországi törökök, тур. Macaristan Türkleri) — одно из национальных меньшинств, проживающих в Венгрии. Впервые начал заселяться в 1541 году во времена Османской Империи. Вторая волна османско-турецкой миграции произошла в конце 19 века, когда отношения между Османской империей и Австро-Венгрией улучшились; большинство этих иммигрантов поселились в Будапеште. Кроме того, недавно произошла миграция турок из Турецкой Республики, а также других постосманских государств (таких как Болгария).

## Культура

### Язык
Большинство венгерских турок двуязычны и могут говорить как на турецком, так и на венгерском языках. Более того, из-за османского владычества в 16-17 веках турецкий язык также повлиял на большее венгерское общество; сегодня в венгерском языке все ещё есть множество турецких заимствований .
| Турецкий                   | Венгерский                   | Русский                                 |
| -------------------------- | ---------------------------- | --------------------------------------- |
| Cebimde çok küçük elma var | Zsebemben sok kicsi alma van | У меня в кармане очень маленькое яблоко |

### Религия
Турки, наряду с арабами, составляют большинство мусульманского населения Венгрии. Мусульманская община использует несколько османско-турецких исторических мечетей, в том числе мечеть Яковали Хасана-паши в Пече и мечеть Малкоч-бея в Шиклоше.

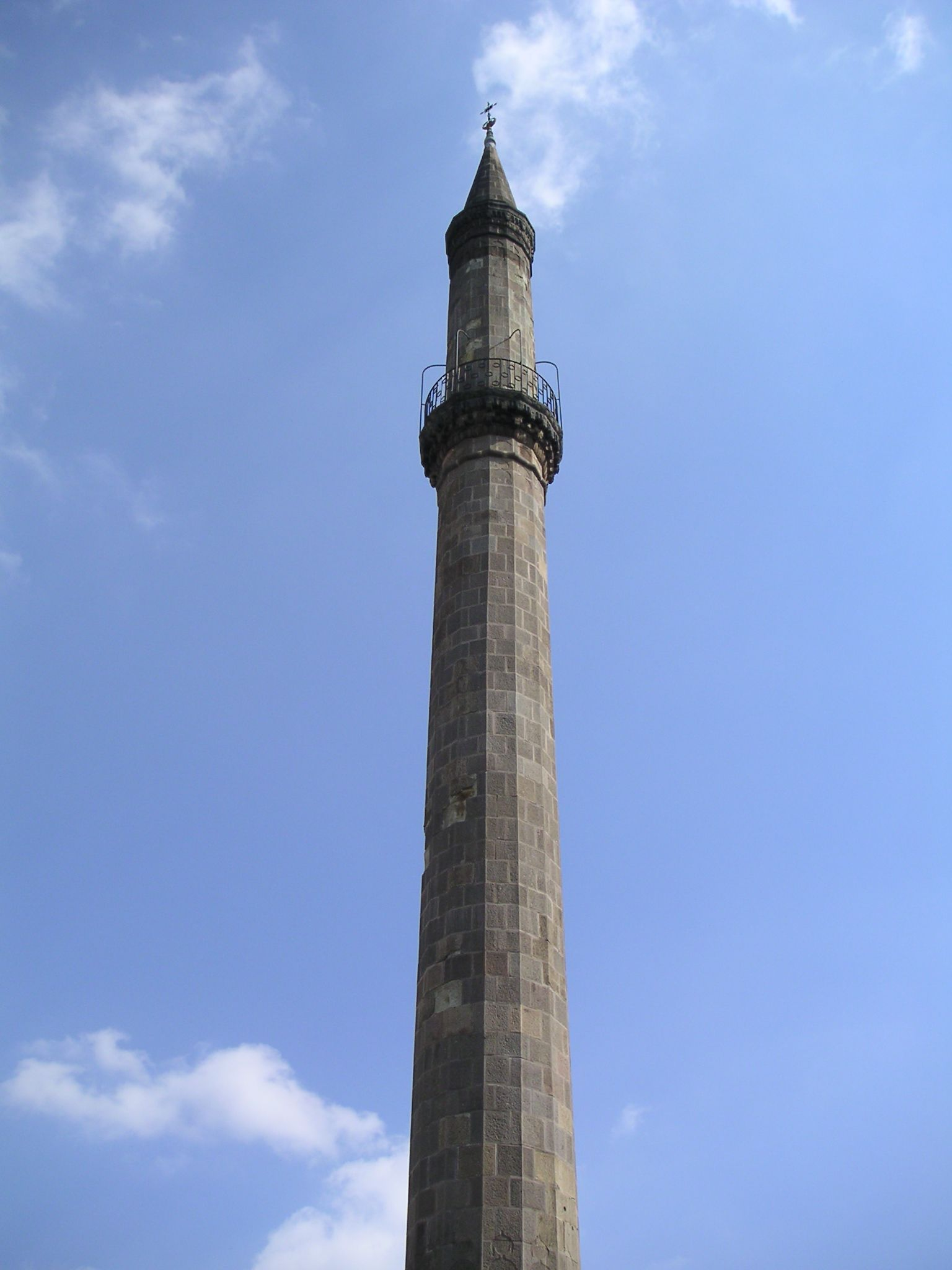
Эгерский минарет
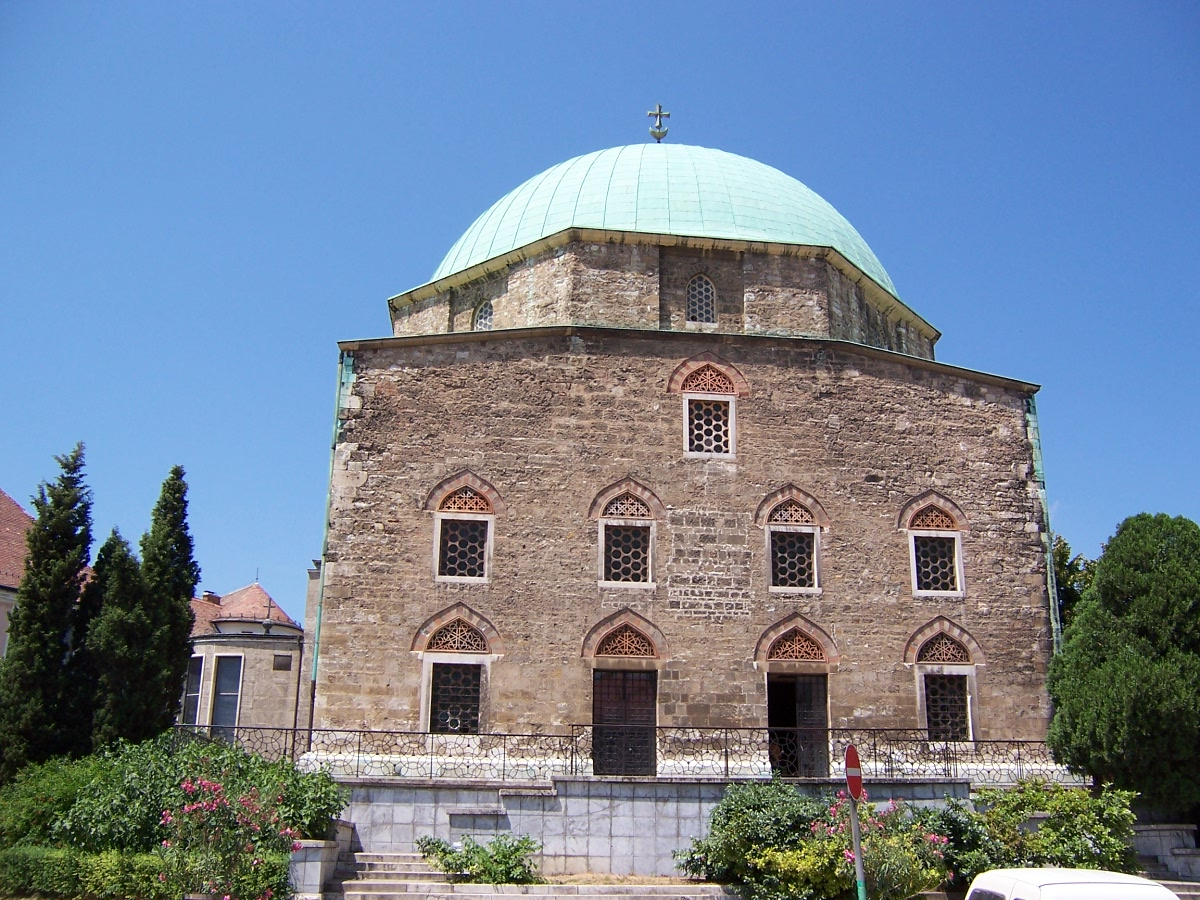
Мечеть Паши Касима, Пече (ныне церковь).
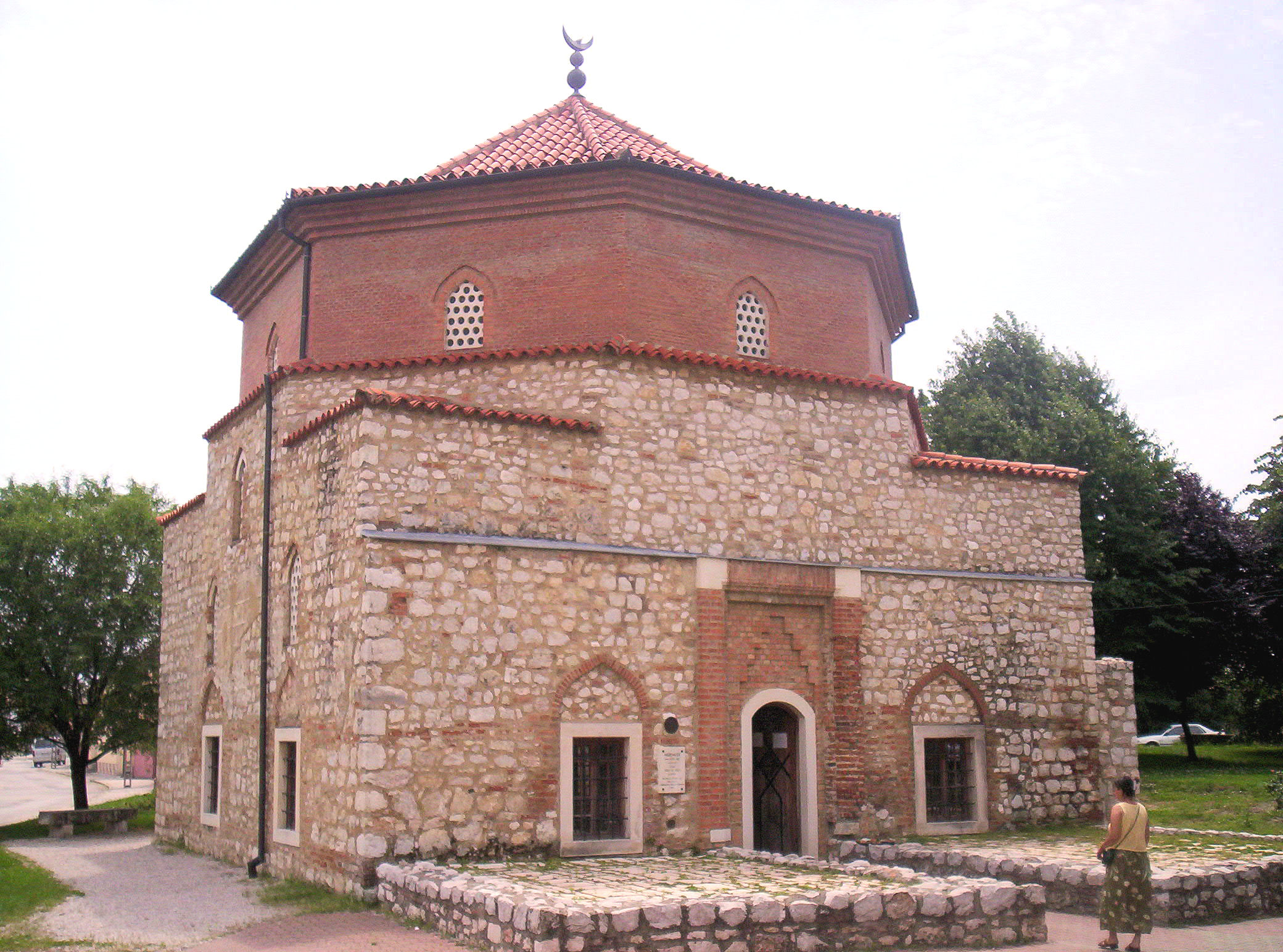
Мечеть Малкоч-бея, Шиклош
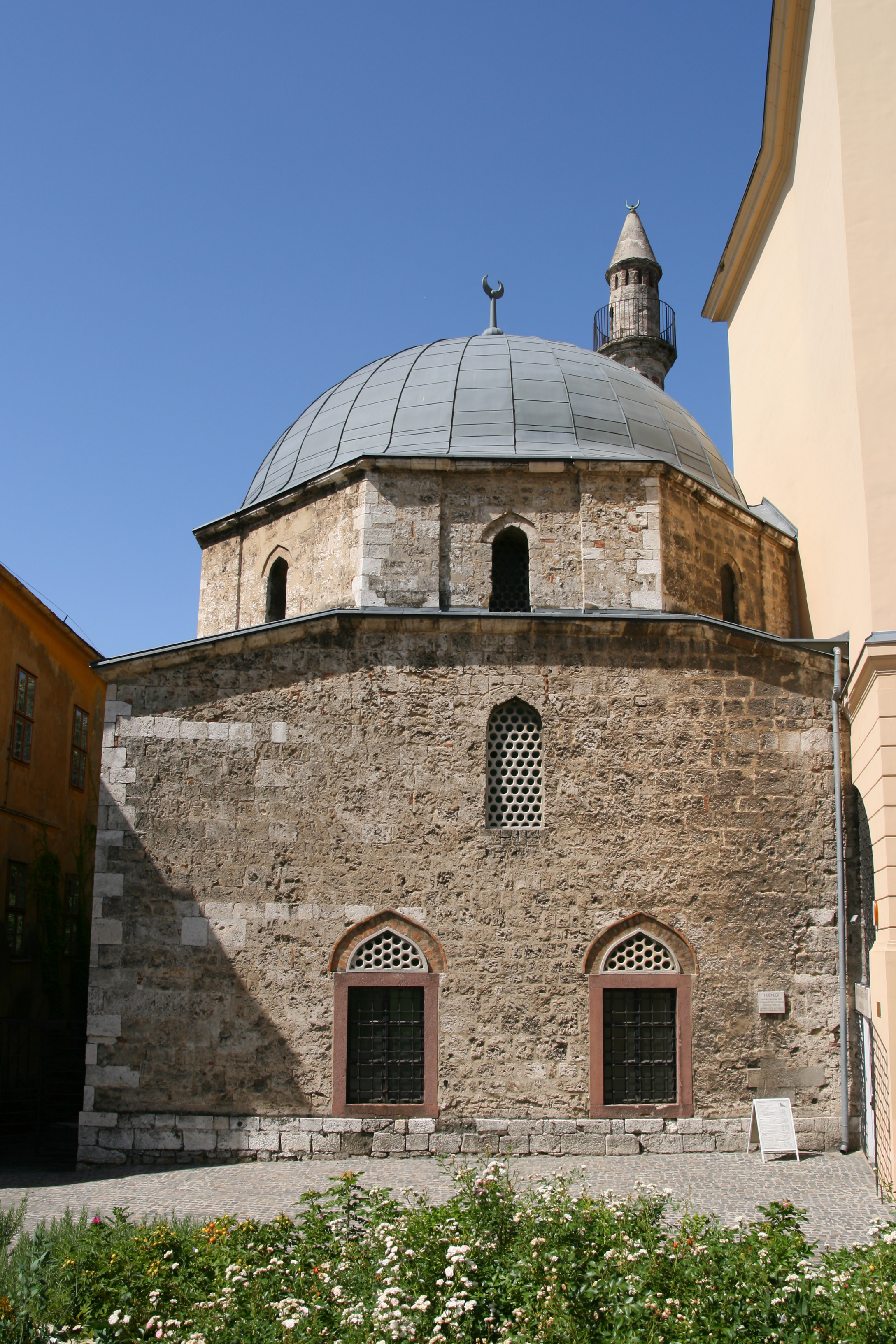
Мечеть Яковали Хасана-паши, Печ

## Численность
Согласно переписи 2001 года, 2711 жителей заявили, что их язык относится к «турецкой языковой семье», из которых большинство (57,73%) заявили, что они принадлежат к «туркам-османам» (1565 человек). Кроме того, 12 человек объявили себя «турками» и 91 «болгарскими турками»; остальные назвали себя представителями других тюркских национальностей. Кроме того, в Венгрии проживает около 2500 недавних турецких иммигрантов из Турции.

## Организации
В 2005 году турецкая община вместе с этническими венгерскими мусульманами учредила организацию «Платформа Диалога». К 2012 году в Сентендре, недалеко от Будапешта, была создана новая турецкая культурная ассоциация «Турецко-венгерская культурная ассоциация Гюль Баба».

## Известные люди
- Закария Эрзинчлиоглу, ведущий судебный энтомолог Великобритании[11].
- Дьёрдь Экрем-Кемаль, ультраправый политик (отец турок, мать венгерка)
- Ибрагим Печеви, османский историк-летописец (отец турок, мать боснийка)
- Джан Тогай, актер, кинорежиссер и создатель мемориала «Туфли на набережной Дуная»[12].